# Dworzec Miejski Prawego Brzegu Odry we Wrocławiu
Dworzec Miejski Prawego Brzegu Odry – zlikwidowana i zamknięta w 1884 roku stacja kolejowa we Wrocławiu. Została oddana do użytku 1 maja 1872 przez Rechte-Oder-Ufer-Eisenbahn.